# ویلیام بالدوین
ویلیام بالدوین (انگلیسی: William Baldwin؛ زاده ۲۱ فوریهٔ ۱۹۶۳) یک هنرپیشه اهل ایالات متحده آمریکا است. وی از سال ۱۹۸۹ میلادی تاکنون مشغول فعالیت بوده‌است.

## فیلم‌شناسی
از فیلم‌ها یا برنامه‌های تلویزیونی که وی در آن نقش داشته است می‌توان به پاکسازی ، ویروس، متولد چهارم ژوئیه، مرگ‌بازان، ماهی مرکب و نهنگ، امور داخلی، آسمان‌خراش، اولین تولد، بازی منصفانه، بدون آدرس، سرگردان در منهتن، دلمه‌شده، نابغه شیطانی سکسی و ۱ دقیقه اشاره کرد.
او برادر استیون بالدوین ، الک بالدوین و دانیل بالدوین است.